# Johns Hopkins
Pour les articles homonymes, voir Hopkins.
Johns Hopkins (né le 19 mai 1795, dans le comté d'Anne Arundel (Maryland) et mort le 24 décembre 1873 à Baltimore (Maryland), est un homme d'affaires et philanthrope américain. Avec l'argent qu'il a légué ont été fondés une université et un hôpital qui portent son nom.

## Biographie

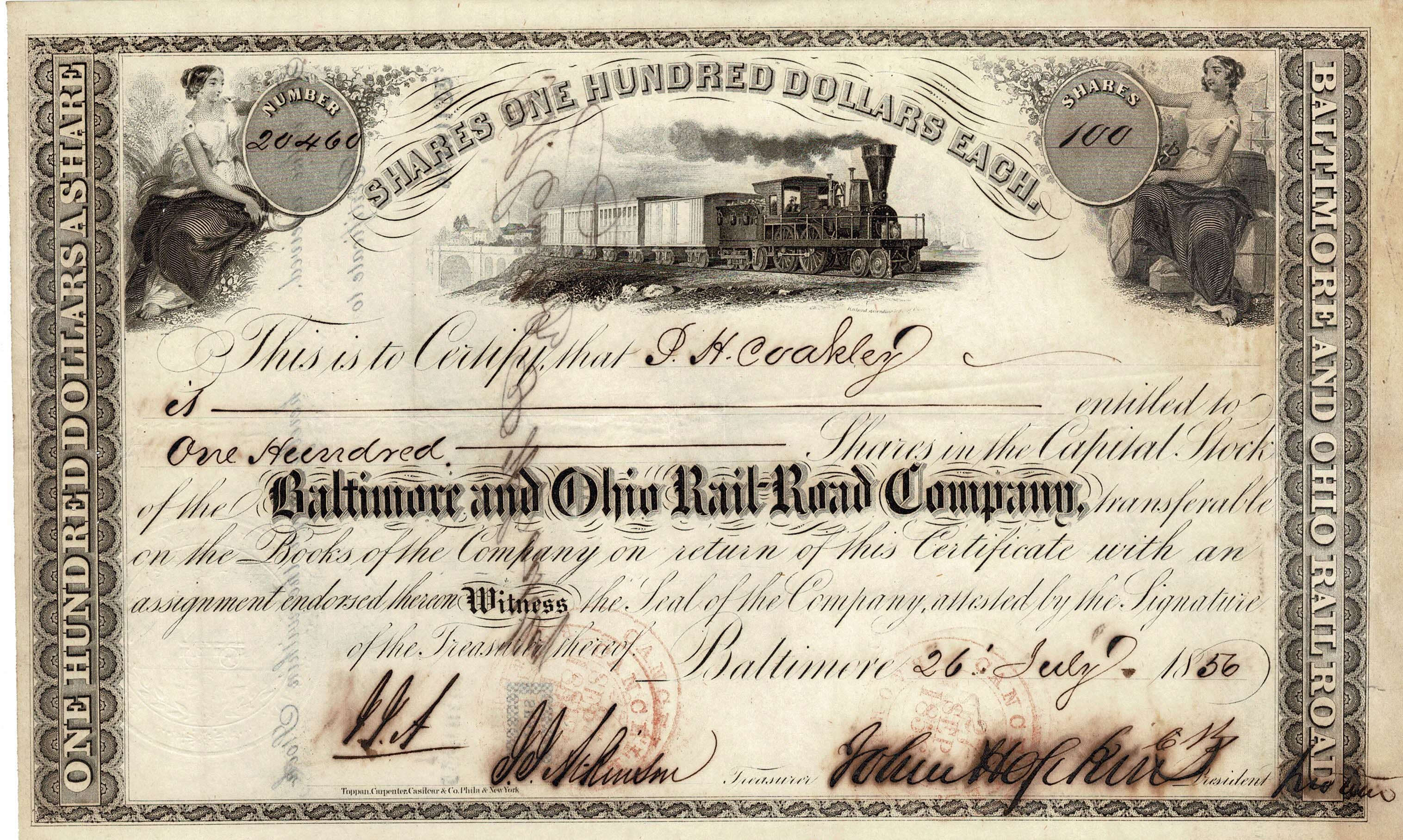
Action de la Baltimore and Ohio Rail-Road Company en date du 26 juillet 1856 ; signé par Johns Hopkins, qui était « president pro. tem. ».

Johns Hopkins est le deuxième enfant d'une fratrie de onze enfants. Il grandit dans une famille quaker, qui possède une grande plantation de tabac. Lorsqu'en 1807 ses parents décident de libérer leurs esclaves, Johns et son frère doivent aller travailler aux champs[réf. nécessaire]. Johns est par la suite employé quelque temps dans l'entreprise de son oncle.
Il tombe alors amoureux de sa cousine Elisabeth. Néanmoins, il ne peut l'épouser car ses parents s'y opposent. Il existe à l'époque chez les quakers de forts préjugés contre les mariages entre cousins germains.
Avec Jonathan Moore, un autre quaker, Johns Hopkins fonde une entreprise. Plus tard, elle est renommée « Hopkins et frères », après que Moore, qui reprochait à Hopkins une certaine vénalité, ait quitté le partenariat. C'est ainsi que Hopkins s'associe avec ses trois frères. Leur entreprise troque dans des chariots différentes marchandises contre du whisky de maïs. Par la suite, Hopkins investit beaucoup d'argent dans l'entreprise de chemin de fer Baltimore and Ohio Railroad. C'est ainsi qu'il réalise la plus grosse partie de sa fortune.
Il soutient financièrement et moralement Myrtilla Miner pour la création et l’administration de la Normal School for Colored Girls à Washington.
Quand Hopkins meurt sans descendance en 1873, il est à la tête d'une fortune de 7 millions de dollars, principalement sous forme d'actions. Dans son testament de 1867, il souhaite que son legs soit employé à la création d'une université et d'un hôpital : l'université et l'hôpital Johns-Hopkins à Baltimore, dans le Maryland. Il s'agit à cette date de la plus importante donation privée faite aux États-Unis.
Son prénom est parfois orthographié « John » par erreur : son prénom vient du nom de famille de son arrière-grand-mère Margaret Johns. Celle-ci avait épousé Gerard Hopkins. Elle avait baptisé son fils Johns Hopkins, et le prénom a également été donné à ses descendants.
Célébré comme favorable à l'abolition de l'esclavage, des recherches menées en 2020 montrent que Johns Hopkins possédait un esclave dans les années 1840 puis quatre dix ans plus tard. Cette révélation contraste avec son soutien envers le président Abraham Lincoln dans les années 1860 et le legs, à sa mort, d'une somme pour créer un orphelinat destiné aux enfants noirs. Par ailleurs, l'hôpital qui porte son nom ne pratiquait pas de discrimination en fonction du sexe ou de l'origine.

## Postérité
Un glacier d'Alaska, situé dans la région de recensement de Skagway-Hoonah-Angoon, porte le nom de glacier Johns Hopkins.